# 李光杓
李光杓（：／ Lee Gwang-pyo，1930年11月15日—2021年2月25日），韩国记者、政治人物，曾任文化公报部长。

## 生平
1949年毕业于京畿高等学校。1953年毕业于首尔大学，获经济学学士学位。1955年开始担任《韩国日报》记者，进入新闻界。1964年短暂担任《朝鲜日报》次长。1965年《中央日报》创刊后，担任经济部长、代理编辑局长。1973年后，历任商工部、建设部新闻发言人。1978年任文化公报部次官。1979年双十二政变后，他被任命为文化公报部长官，1982年卸任。1984年，他以韩国言论会馆理事长的身份重返新闻媒体业。1986年至1987年担任联合通信社社长，1987年至1988年担任《首尔新闻》社长。2021年2月25日逝世。